# 7098 Reaumur
7098 Reaumur este o planetă minoră (asteroid), cu un diametru de 9,605 km, din centura de asteroizi. A fost descoperită pe 9 octombrie 1993 la Observatorul European Austral de Eric Walter Elst și a fost numită după René-Antoine Ferchault de Réaumur. 
Obiectul prezintă o orbită caracterizată de o semiaxă mare de 2,6368529 UAi, o excentricitate de 0,22, o înclinație de 5,72799 ° în raport cu ecliptica.